# Суджа
Су́джа — город в России, административный центр Суджанского района Курской области.
Образует одноимённое муниципальное образование город Суджа со статусом городского поселения как единственный населённый пункт в его составе.
Население — 4941 чел. (2024).
В ходе вторжения России на Украину, с 6 августа 2024 года вследствие вторжения украинских подразделений в Курской области город находился под обстрелами, с 7 августа введён режим ЧП, большая часть населения покинула населённый пункт. 14 августа 2024 года Суджа была оккупирована вооружёнными силами Украины.
12 марта 2025 года Суджа была освобождена в ходе контрнаступления вооружённых сил Российской Федерации.

## Этимология
Город назван по реке Суджа, на которой расположен. Происхождение названия реки неясно, хотя есть несколько предположений. По одной версии, так называли всю эту местность, а слово происходит от тюркских «су» — «вода» и «джа» — «место», то есть «влажное, сырое, болотистое место». Э. М. Мурзаев писал, что аналогичное название Суджа есть в Монголии, и предполагал, что происхождение скорее монгольское, а не тюркское. Также сопоставляли с древнеиндийским śudhyati «становится чистым», śuddhá «чистый» и др.

## Физико-географическая характеристика
Город расположен на юго-западных отрогах Среднерусской возвышенности, на берегах рек Суджа (приток реки Псёл) и Олешня (приток Суджи), в 105 км от Курска, в 9 км от границы с Сумской областью Украины.

### Список улиц
Улицы:
- 1 Мая (историческое название — Архангельская);
- Волкова;
- Заводская;
- Заломова;
- Заречная;
- Карла Либкнехта (исторические название — Херсонская);
- Карла Маркса (историческое название — Сенная);
- Комсомольская (историческое название — Набережная);
- Красноармейская;
- Ленина (историческое название — Курская);
- Ломоносова;
- Луговая;
- Некрасова;
- Октябрьская;
- Пионерская;
- Привокзальная;
- Пушкина;
- Розы Люксембург (историческое название — Троицкая);
- Совхозная;
- Строительная;
- Чехова;
- Щепкина (историческое название — Щепкинская);
- Энгельса.

Переулки:
- 1 Мая;
- Волкова;
- Заводской;
- Карла Маркса;
- Красноармейский;
- Некрасова;
- Пионерский;
- Розы Люксембург;
- Садовый;
- Строительный.

Проезды:
- 2-й проезд;
- 3-й проезд.

Площади:
- Привокзальная;
- Советская (историческое название — Соборная).

### Климат
Климат местности умеренно континентальный. Зима умеренно-холодная. Первая половина зимы мягче второй, бывают оттепели. В январе-феврале в основном держится морозная погода, возможны сильные морозы. Март достаточно холодный, климатическая весна наступает в начале апреля. Лето умеренно-влажное и тёплое, с периодами сильной жары и прохладной погоды. Осень относительно тёплая.
| Показатель                    | Янв.  | Фев.  | Март | Апр. | Май  | Июнь | Июль | Авг. | Сен. | Окт. | Нояб. | Дек. | Год  |
| ----------------------------- | ----- | ----- | ---- | ---- | ---- | ---- | ---- | ---- | ---- | ---- | ----- | ---- | ---- |
| Средний суточный максимум, °C | −4,4  | −3,4  | 1,7  | 12,4 | 20,1 | 23,4 | 24,7 | 24,0 | 18,3 | 10,8 | 2,9   | −1,5 | 10,8 |
| Средняя температура, °C       | −7,6  | −6,8  | −1,7 | 7,7  | 14,7 | 18,1 | 19,5 | 18,5 | 13,3 | 6,8  | 0,2   | −4,3 | 6,5  |
| Средний суточный минимум, °C  | −10,8 | −10,2 | −5   | 3,1  | 9,3  | 12,8 | 14,3 | 13,1 | 8,3  | 2,8  | −2,4  | −7   | 1,9  |
| Норма осадков, мм             | 43    | 32    | 34   | 40   | 50   | 70   | 76   | 59   | 52   | 46   | 47    | 49   | 598  |

## История

### До революции

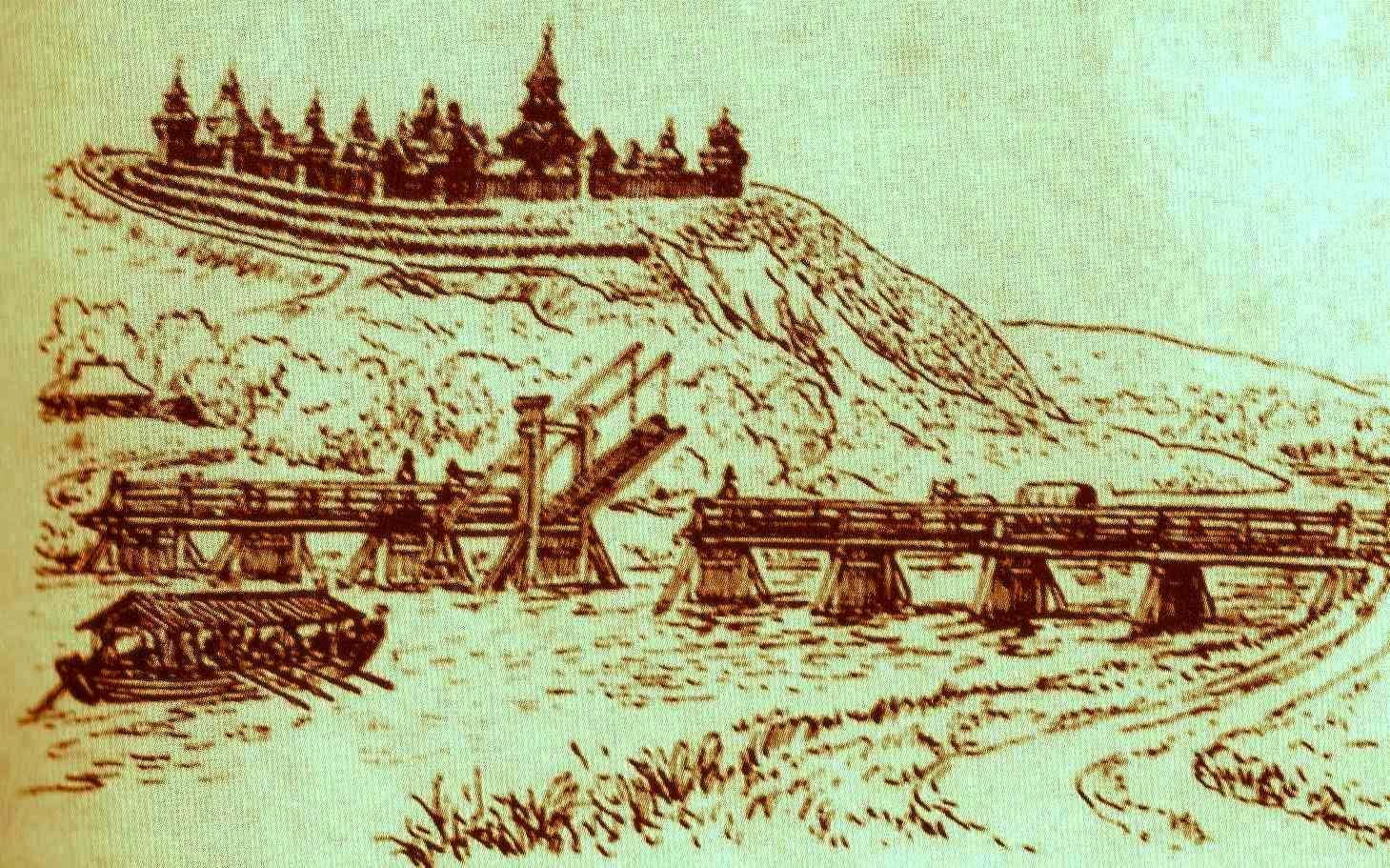
Суджа-крепость

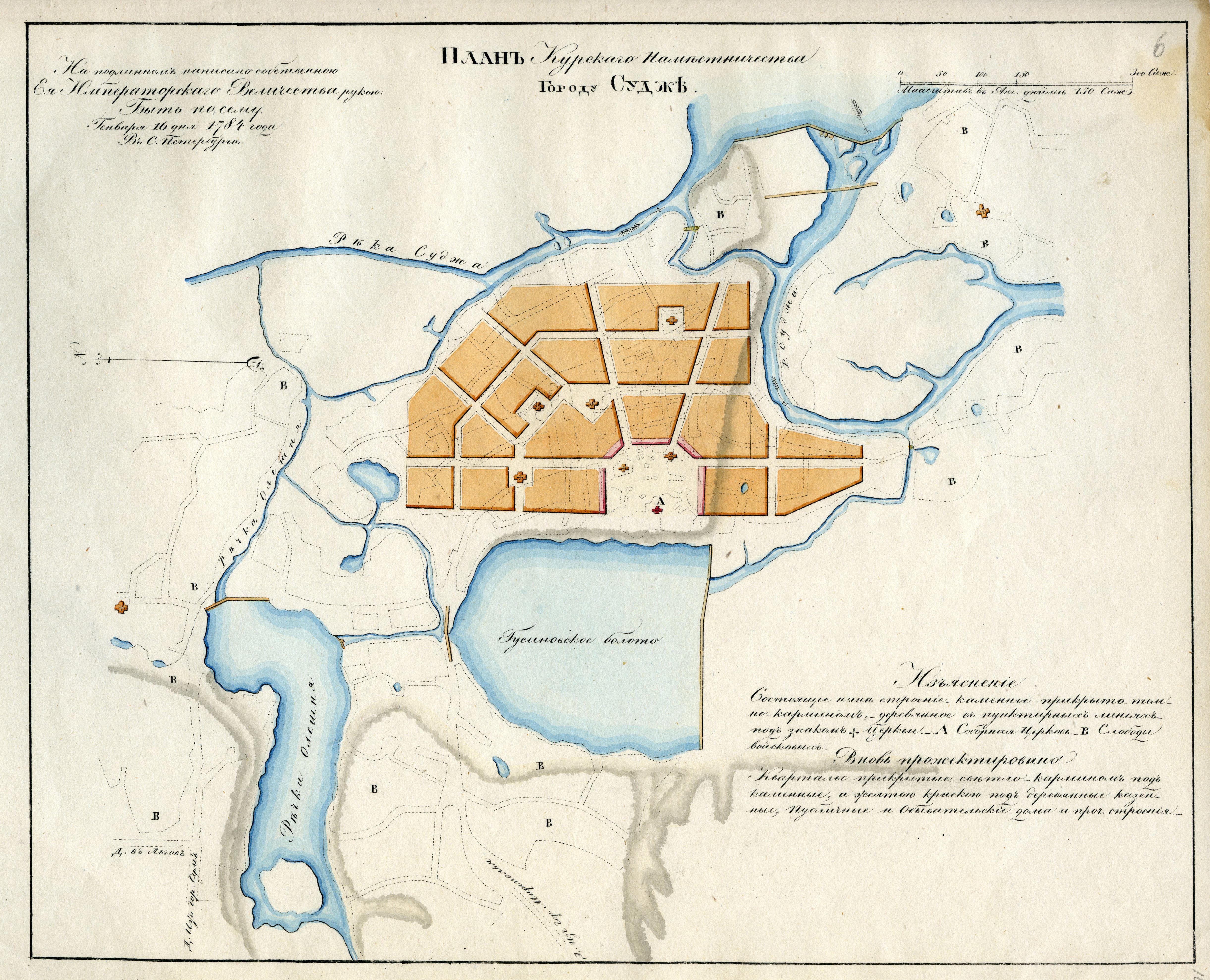
План городу Судже (1784)

Во второй половине XVII века Московское государство приобрело в свой состав земли Дикого Поля, где сейчас расположены части Курской, Белгородской и Воронежской областей. Москва была заинтересована в заселении новой территории единоверными ей людьми: власти призвали православное украинское население Речи Посполитой, которое там испытывало притеснения от польских католических властей, переселяться на юг Московского государства.
Суджа была основана в 1661 году украинскими переселенцами из Речи Посполитой во главе с осадчим (ведущим и организатором группы переселенцев) ахтырским казаком Марком Тимофеевичем Бученко. В 1661 году переселенцы подали челобитную царю Алексею Михайловичу об основании города в месте нынешнего села Горналь в Суджанском районе. Согласно второй челобитной того же года, 1500 переселенцев остановились в устье реки Суджи, на месте современной деревни Куриловка, и обращались с разрешением к царю основать город.
На 1662 год Суджанская крепость была укреплением — деревянным острогом с земляным валом. К укреплениям прилегали слободы — пригородные поселения. До 1664 года Суджа управлялась выбранным жителями атаманом Иевом Федоровым.
Располагалось поселение людей на месте города Суджа и до 1664 года, но после большого пожара в 1662 году было отправлено посольство горожан к царю Алексею Михайловичу с просьбой восстановить поселение. Государь принял решение построить здесь город-крепость, ввиду событий русско-польской войны (1654—1667) и на Украине (1657—1687). Был построен город, обнесенный деревянной стеной с 14 башнями, 4 из которых были проезжими. В самом городе стояла казачья сотня Сумского казачьего полка. По описанию воеводы и стольника Г. С. Рагозина в Судже вместе со слободами было 782 двора и насчитывалось 1387 жителей, было две рубленые церкви. Город был построен на татарских «сакмах», то есть на перепутье кочевых татарских троп. Городок стоял в окружении рек Суджа, Олешня, Псел, обширных болот и лесов. Суджа включалась в систему укреплений Путивль — Рыльск — Хотмыжск — Курск, прикрывавших Москву с юга — юго-запада. В разгар войны с Польшей Суджа была центром её событий. Сюда прибывали войска воеводы Ромодановского из Москвы, сюда приезжали гетманы Войска Запорожского для переговоров.
По заключении мира с Польшей (1686) и закрепления сопредельных территорий за Россией город утратил военное значение, но стал одним из торговых городов, где процветало местное купечество. В XVII — начале XVIII веков управлялась русскими воеводами, позже Суджа стала сотенным городом Сумского казачьего полка.
С 1708 года Суджа была приписана к Киевской губернии, с 1719 года — в составе Белгородской провинции этой губернии, (с 20 октября (ст. ст.) 1721 года по 1 сентября (ст. ст.) 1917 года в составе Российской империи) с 1779 — уездный город Курского наместничества (затем — губернии). В XVIII веке Суджа сохраняется как небольшой торговый город юга России. Указом императрицы Екатерины II в 1785 году город впервые стал уездным центром.
В конце XIX века в Судже, уездном городе Курской губернии России, имелось 8 церквей, мужская и женская гимназии, реальное училище, земская публичная библиотека, земская больница, учительская семинария, два приходских училища. Здесь работали заводы: водочный, селитровый, паровые — крупорушный и маслобойный, кожевенный. По данным переписи 1897 года в городе жили 7433 человека, из них 4546 человек (61,16 % населения города) указали украинский (в переписи — «малорусский») язык родным, русский («великорусский») таковым назвали 2765 (37,20 %), еврейский — 87 (1,17 %).
В тот период Суджа превратилась в ремесленно-купеческий центр с хорошо развитым гончарным промыслом, изделия которого ценятся далеко за пределами Курской области. Наибольшего расцвета гончарное производство достигло в середине XIX столетия. На Парижской выставке, в конце XIX века гончарным мастерам за керамику была присуждена медаль.

### Гражданская война
С 1 сентября (ст. ст.) по 25 октября (ст. ст.) 1917 года в составе Российской республики.
Во время Первой мировой войны, после заключения Брестского мира между Советской Россией и немцами, с апреля по ноябрь 1918 года большая часть Суджанского уезда контролировалась Украинской державой Павла Скоропадского. Приказом от 20 июня 1918 года уезд перешёл под управление Харьковского губернского старосты.
Руководство Суджанского уезда 2 июля 1918 года направило докладную записку в Министерство иностранных дел Украины с просьбой присоединить весь уезд к Украине для защиты от большевиков. После поражения Германской империи в Первой мировой войны в Судже была установлена советская власть. 24 ноября 1918 года в город вошла 2-я Украинская повстанческой дивизия и 28 ноября Суджа стала резиденцией Временного рабоче-крестьянского правительства Украины. Советское украинское правительство находилось в городе в течение месяца.
В Гражданскую войну Суджа неоднократно переходила из рук в руки, захватывалась то красными, то армиями Деникина, Петлюры и даже Махно. Последний лично посещал Суджу. 3 сентября 1919 года Самурский полк ВСЮР собственными силами взял город Суджу, но к концу ноября белогвардейцы оставили город. С декабря 1922 года в составе Российской Советской Федеративной Социалистической Республики Союза Советских Социалистических Республик.

### Советский период
Выступавший на 1-м областном съезде нацменьшинств Центрально-Чернозёмной области в марте 1932 года делегат от Суджанского района Литвинов отмечал, что в районе действуют 26 украинских школ, 259 украинских сельсоветов, украинский техникум и курсы украинского языка. По его словам украинизация Суджанского района на тот момент была завершена на 60 %. В 1932—1933 из-за «угрозы украинского национализма» в сталинском СССР политика украинизации была свёрнута и началась русификация.
В 1920-х годах в Судже был построен театр. 30 июля 1928 года был образован Суджанский район и город становится его административным центром. В годы Советской власти в Судже была открыта школа ткачества, а затем артель «Ткачиха». В 1938 году ковры Суджанской артели демонстрировались на выставке в Нью-Йорке, а также на выставках в Брюсселе и Монреале.
Во время Великой Отечественной войны 18 октября 1941 года Суджа была оккупирована немецкими войсками. Во время войны город был сильно разрушен. Освобождён 3 марта 1943 года войсками Воронежского фронта в ходе Харьковской наступательной операции силами 38-й армии в составе 237-й сд (генерал-майор Дьяконов Пётр Александрович); 180-й тбр (подполковник Киселёв, Михаил Захарович).
После войны в городе созданы предприятия перерабатывающей и строительной промышленности: маслодельный комбинат, элеватор, мясоптицекомбинат, консервный завод, винный цех, пивзавод, хлебозавод, межколхозная строительная организация (МСО), строительные предприятия и др.

### Российско-украинская война
6 августа 2024 года, в ходе вторжения России на Украину, Вооружённые силы Украины начали вторжение в Курскую область, вследствие которого Суджа была оккупирована. Значительная часть населения покинула город, несколько сотен мирных жителей остались. В городе была организована украинская военная администрация — комендатура во главе с генералом Эдуардом Москалёвым, в число задач которой входит гуманитарное обеспечение оставшегося населения. 18 сентября Украина заявила, что от российских обстрелов с конца августа погибло 23 российских гражданских. В ноябре 46 человек из оставшихся местных были эвакуированы через Украину в Курск.
17 января 2025 года, согласно местному активисту, по школе-интернату в Судже был нанесён удар двумя авиабомбами. Один человек погиб, шестеро ранено.
В ночь на 31 января и вечером 31 января, согласно местному активисту, по школе-интернату были вновь нанесены авиаудары. Пострадавших не было, в здании выбило стёкла.
Вечером 1 февраля курский активист со ссылкой на источник на месте событий сообщил об ударе авиабомбой по трёхэтажному зданию бывшей школы-интерната в Судже, где, согласно сообщению, находились 95 готовящихся к эвакуации мирных жителей. Согласно сообщению ВСУ, в здании находились 86 местных жителей и был расположен пункт Национальной полиции Украины, где находились четверо полицейских. Нанесение удара подтвердили украинские военные, заявив об авиабомбе, сброшенной войсками РФ. Российские поддерживающие войну Telegram-каналы обвинили Украину, утверждая о запуске четырёх ракет из Сумской области. Изначально Украина сообщала о 94 находившихся под завалами. Позже вечером ВСУ сообщили о четырёх погибших, четырёх тяжело раненых и 84 пострадавших в удовлетворительном состоянии, которым оказана медицинская помощь.
12 марта 2025 года Суджа была освобождена силами 22-го мсп 72-й мсд, 11-й одшбр и 2-й обрспн Вооружённых сил Российской Федерации.

## Управление
Суджа — муниципальное образование в составе Курской области. Орган законодательной власти — городской Совет, исполнительной — Администрация города. В Судже находятся органы местного самоуправления Муниципального образования «Суджанский район».

## Достопримечательности и учреждения культуры

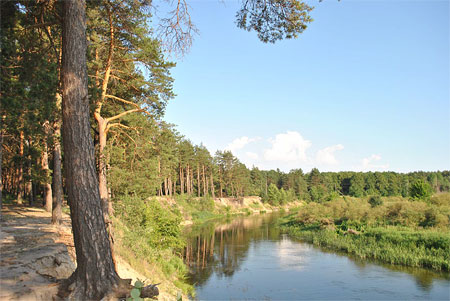
Урочище «Горналь»

Сохранились архитектурные памятники XVIII—XIX вв.: Троицкая церковь (Вознесенская, 1812); Рождественская церковь (1799—1828); церковь Покрова Пресвятой Богородицы (1799—1828); близ Суджи, в с. Замостье и Заолешенка, — 5-главые церкви XIX в. в русском стиле; дворец князя Долгорукова (развалины, архитектор В. А. Щуко); памятник русскому актёру М. С. Щепкину (1895) и др.

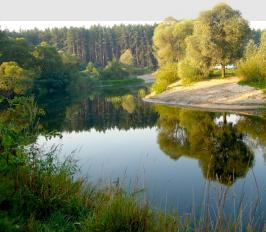
Река Псёл (коса)

В Суджанском районе сохранились памятники природы: Клюквенное озеро, урочище Великое, урочище Крейдянка, парк князя Долгорукова в селе Гуево, 300-летняя сосна, памятник природы регионального значения «Урочище „Горналь“» и др. В районе большое количество живописных озёр, хвойных и смешанных лесных массивов, меловые горы (самая известная из них Фагор).
В Судже работает музыкальная школа, музыкальное училище, сельскохозяйственный техникум, суджанский филиал Современной гуманитарной академии. Имеется поликлиника и больница, спорткомплекс, парки отдыха, кинотеатр, ДК. Работал районный краеведческий музей, основанный в 1962 году (уничтожен ударом ВСУ в марте 2025 г.). Музей обладал большим собранием картин художника П. К. Лихина, уроженца Суджи и ученика И. Е. Репина. Известен самодеятельный коллектив Тимоня (с. Плёхово Суджанского района). В обход города проходит международная автомагистраль Курск — Суджа — Сумы. Рядом с городом проходит железнодорожная магистраль Санкт-Петербург — Льгов — Суджа — Харьков.
Недалеко от города находится Горнальский Белогорский монастырь, основанный в 1671 году и заново отстроенный в русско-византийском стиле.

## Население
| 1856  | 1897  | 1913    | 1923  | 1931  | 1939  | 1959  | 1970  | 1979  |
| ----- | ----- | ------- | ----- | ----- | ----- | ----- | ----- | ----- |
| 4500  | ↗7400 | ↗12 800 | ↘3465 | ↗6900 | ↘3674 | ↗4004 | ↗6197 | ↗7185 |
| 1989  | 1992  | 1996    | 1998  | 2001  | 2002  | 2003  | 2005  | 2006  |
| ↗7487 | ↗7900 | ↗8000   | →8000 | ↘7700 | ↘7045 | ↘7000 | ↘6800 | ↘6700 |
| 2007  | 2009  | 2010    | 2011  | 2012  | 2013  | 2014  | 2015  | 2016  |
| →6700 | ↘6634 | ↘6036   | ↘6000 | ↘5852 | ↘5762 | ↘5722 | ↘5684 | ↘5648 |
| 2017  | 2018  | 2019    | 2020  | 2021  | 2023  | 2024  |       |       |
| ↗5738 | ↗5759 | ↘5657   | ↘5646 | ↘5127 | ↘5045 | ↘4941 |       |       |

На 1 января 2025 года по численности населения город находился на 1077-м месте из 1124 городов Российской Федерации.

### Национальный состав
По итогам переписи населения 2020 года проживали следующие национальности (национальности менее 0,1 % и другое, см. в сноске к строке «Другие»):
| Национальность | Численность, чел. | Доля     |
| -------------- | ----------------- | -------- |
| Русские        | 4926              | 96,08 %  |
| Украинцы       | 56                | 1,09 %   |
| Армяне         | 19                | 0,37 %   |
| Другие         | 126               | 2,46 %   |
| Итого          | 5127              | 100,00 % |

### Язык
Родной язык населения по данным переписи 1897 года:
| Язык                       | Численность, чел. | Доля     |
| -------------------------- | ----------------- | -------- |
| Украинский («малорусский») | 4 546             | 61,16 %  |
| Русский («великорусский»)  | 2 765             | 37,20 %  |
| Еврейский                  | 87                | 1,17 %   |
| Другие                     | 35                | 0,47 %   |
| Итого                      | 7 433             | 100,00 % |

## Экономика
- ОАО «Суджанский завод тракторных агрегатов»;
- ОАО «Суджанский маслодельный комбинат»;
- ЗАО «Суджанский мясокомбинат»;
- ООО «Зерносервис» (элеватор);
- ОАО «Рождественский спиртзавод»;
- ЗАО «Суджанское ДРСУ № 2»;
- ОАО «Надежда»;
- Комбикормовый завод;
- Хладокомбинат;
- МАПП «Суджа» — суджанский таможенный пост;
- Мирный таможенный пост;
- Железная дорога (обход Курска, Киева).

### ГИС «Суджа»
Через газоизмерительную станцию (ГИС) «Суджа» проходит крупнейший транзитный коридор поставок российского газа в Европу, представляющий собой газопроводы диаметром 1420 мм. ГИС «Суджа» позволяет подавать на входе в ГТС Украины в 2,5 раза больше газа, чем через все остальные экспортные ГИС вместе взятые.
С 9 августа 2024 года ГИС «Суджа» находился под контролем Вооружённых Сил Украины в ходе боевых действий на территории Курской области. Освобожден вооружёнными силами Российской Федерации 25 марта 2025 года.
Полностью разрушен 28 марта 2025 года.

## СМИ
Издаются две газеты «Суджанские вести» и «Вестник Суджи».
До 2014 года работал местный телеканал «ТВ-Суджа».

## Почётные граждане
Землевладелец Константин Фёдорович Тахтамиров, купец Фёдор Матвеевич Тахтамиров, политик Павел Дмитриевич Долгоруков носили звание потомственный «Почётный гражданин города Суджа».